# Isotherme de sorption/désorption

Isotherme de sorption / désorption du blé utilisé pour évaluer la qualité des conditions de stockage des céréales.

En conservation des aliments, la courbe, représentant pour une température donnée, la variation de la teneur en eau en fonction de l'activité de l'eau du produit ou de l'humidité relative du milieu à l'équilibre est appelée :
- isotherme de désorption si on part d'un produit saturé en eau (perte de molécules d'eau);
- isotherme d'adsorption si on part d'un produit sec (gain de molécules d'eau).

Les deux courbes sont en général différentes car le phénomène n'est pas réversible. Il y aura des modifications de structure et de porosité lors du séchage (désorption) ou de l'humidification (adsorption). On observe donc entre ces deux courbes le phénomène d'hystérèse.

## Définitions
L'activité de l'eau représente le rapport de la pression de la vapeur d'eau d'un produit humide sur la pression de la vapeur saturante à la même température. 
La teneur en eau d'un produit est le rapport de la masse d'humidité sur la masse du produit sec. Elle permet de quantifier la quantité d'eau dans un produit.
La teneur en eau {\displaystyle X} dépend de la masse totale du produit humide {\displaystyle M_{h}} et de la masse du produit sec {\displaystyle M_{s}} selon la relation : {\displaystyle X={\frac {M_{h}-M_{s}}{M_{s}}}}

## Formes et interprétations
La forme générale d'un isotherme est sigmoïde tel qu'illustré à la figure présentée plus haut. Les isothermes présentent en général trois zones suivant le mode de fixation de l'eau au produit :
- zone 1 : pour les activités en eau faibles, elle correspond à l'eau liée sous forme de monocouche moléculaire à la surface du produit ;
- zone 2 : pour les activités en eau moyennes, elle correspond à l'adsorption des molécules sur la monocouche précédente ;
- zone 3 : pour des activités en eau importantes, elle correspond à l'eau libre dans les pores.

## Détermination expérimentale
Les isothermes de sorption sont déterminés expérimentalement pour différents produits. On distingue méthodes statiques et méthodes dynamiques.
Méthode statique (ou gravimétrique) : le produit est placé dans une enceinte maintenue à une température fixe et une humidité relative de l'air constante. On laisse l'échantillon atteindre l'équilibre (masse inchangée) le temps nécessaire à celui-ci. Cette méthode est précise mais plus lente : elle peut durer de plusieurs jours à plusieurs semaines.
Pour fixer l'humidité relative de l'air, on utilise des solutions salines concentrées ou bien des solutions d'acide sulfurique (H2SO4) à différentes concentrations.
Méthode dynamique : le produit est placé dans un courant d'air (séchoir par exemple) à température et humidité relative constantes. L'équilibre est atteint de la même façon lorsque la masse ne varie plus. L'avantage de cette méthode est le gain de temps car la manipulation ne dure que quelques heures.